# Rotunda svatého Václava (Štěpkov)
Rotunda svatého Václava (případně kaple svatého Václava) je kaple v římskokatolické farnosti Domamil, nacházející se na návrší v ohrazeném areálu v severní části obce Štěpkov. Rotunda je raně středověkou románskou stavbou z přelomu 12. a 13. století, kaple (rotunda) byla později barokně upravena, je kruhového půdorysu s půlkruhovou apsidou. Kostel je chráněn jako kulturní památka České republiky.
Součástí stavby je oltář svatého Václava, kaple je zbudována z lomového kamene, barokní nástavba z cihel. V nadpraží stavby je umístěna římsa a nad ní cihla s erbem a emblémem svatého Václava, v rotundě pak dále jsou socha svatého Václava, korouhev (zřejmě z doby po roce 1863) a oltář s obrazem svatého Václava. Kartuš s písmenem W odkazuje na rod Wallisů. V druhém patře pod střechou bylo umístěno okno směrem na západ, přístupno bylo po schodišti v severní zdi, v současné době je přístupno po žebříku uprostřed stavby. V patře je umístěn zvon. Fasáda rotundy je hladká, byla prolomena okna a na jižní straně se nacházel portál, který byl zazděn.
Rotunda je příbuzná rotundám ve Znojmě a v Podolí u Jemnice.

## Historie
Rotunda byla postavena pravděpodobně ve 12. století z lomového kamene, hlavní oltář byl do rotundy zabudován na přelomu 17. a 18. století a byl zasvěcen svatému Václavovi. Dříve stavba sloužila i jako opevněné útočiště. V 17. století se součástí kaple stala barokní kupole. V 70. letech 20. století byla rotunda opravena, byla svépomocí opravena fasáda stavby.